# South Coast League
La South Coast League est une ligue indépendante de baseball basée à Conyers (Géorgie). Elle commence ses activités en 2007 et cesse ses activités après sa saison inaugurale.

## Histoire
La South Coast League est fondée en octobre 2006 et commence ses activités sportives en mai 2007 avec six franchises localisées dans trois états : Floride, Caroline du Sud et Géorgie.
La saison est décevante au niveau des recettes et la ligue cesse ses activités en mars 2008 après avoir espéré pouvoir poursuivre avec quatre franchises.
La saison 2007 des South Georgia Peanuts a été l'objet d'une émission de télévision, Playing for Peanuts (jeu de mots entre le nom du club et l'expression "jouer pour des cacahuètes"), qui sera diffusée durant l'été 2008.

## South Coast League 2007
| Franchise                | Ville                     | Stade                         |
| ------------------------ | ------------------------- | ----------------------------- |
| Aiken Foxhounds          | Aiken, Caroline du Sud    | Roberto Hernandez Stadium     |
| Anderson Joes            | Anderson, Caroline du Sud | Anderson Memorial Stadium     |
| Bradenton Juice          | Bradenton, Floride        | Robert C. Wynn Baseball Field |
| Charlotte County Redfish | Port Charlotte, Floride   | Charlotte Sports Park         |
| Macon Music              | Macon, Géorgie            | Luther Williams Field         |
| South Georgia Peanuts    | Albany, Géorgie           | Paul Eames Sports Complex     |

## Palmarès
- 2007 : South Georgia Peanuts